# Intérêt d'assurance en droit québécois
En droit québécois, l'intérêt d'assurance est une notion fondamentale du droit des assurances parce qu'il détermine la personne qui doit recevoir la prestation promise par l'assureur. 

## Assurance de personnes
En assurance de personnes, les articles 2418 et 2419 du Code civil du Québec sont les dispositions pertinentes. 

« 2418. Le contrat d’assurance individuelle est nul si, au moment où il est conclu, le preneur n’a pas un intérêt susceptible d’assurance dans la vie ou la santé de l’assuré, à moins que ce dernier n’y consente par écrit. »

Cette disposition énonce qu'il y a nullité si le preneur n’a pas d’intérêt d’assurance au moment de la conclusion du contrat. La perte d’intérêt postérieure au contrat n’affecte pas la conclusion du contrat. Il y a aussi nullité si le cessionnaire n’a pas d’intérêt d’assurance. 
Il est possible de pallier l’absence d’intérêt par le consentement écrit de l’assuré. Par ailleurs, le titulaire subrogé est exempté de l’intérêt d’assurance. 

« 2419. Une personne a un intérêt susceptible d’assurance dans sa propre vie et sa propre santé, ainsi que dans la vie et la santé de son conjoint, de ses descendants et des descendants de son conjoint ou des personnes qui contribuent à son soutien ou à son éducation.
Elle a aussi un intérêt dans la vie et la santé de ses préposés et de son personnel, ou des personnes dont la vie et la santé présentent pour elle un intérêt moral ou pécuniaire »

Cette disposition énonce trois catégories d'individus qui ont l'intérêt d'assurance. 1re catégorie : Les liens familiaux  2e catégorie : Les liens économiques . 3e catégorie : Personnes qui représentent un intérêt moral et pécuniaire.

## Assurances de biens
En assurances de biens, l'article 2481 C.c.Q. définit l'intérêt d'assurance : 

« 2481. Une personne a un intérêt d’assurance dans un bien lorsque la perte de celui-ci peut lui causer un préjudice direct et immédiat.
L’intérêt doit exister au moment du sinistre, mais il n’est pas nécessaire que le même intérêt ait existé pendant toute la durée du contrat. »

Pour avoir intérêt d'assurance sur un bien, on doit être susceptible de subir un préjudice. Ensuite, les tribunaux regardent la nature de l’intérêt, par exemple passer du statut de propriétaire à créancier hypothécaire,
D'après l'arrêt Société d’entraide économique KRT c. Les Prévoyants, une promesse d'achat crée un intérêt d'assurance. 
En vertu de l'arrêt Kosmopoulos c. Constitution Insurance Co., l’actionnaire unique a un intérêt d’assurance. Cela remplace la position traditionnelle de l'arrêt Macaura c. Northern Assurance Co.  qui niait cela. 
Il y a nullité à défaut d'intérêt d'assurance sur un bien en vertu de l'art. 2484 C.c.Q.

## Assurance responsabilité
Il n'y a pas de disposition au Code civil du Québec sur l'intérêt d'assurance responsabilité car toute personne est susceptible  d’engager sa responsabilité civile et professionnelle.